# یواس‌سی‌جی‌سی درامند (دبلیوپی‌بی-۱۳۲۳)
یواس‌سی‌جی‌سی درامند (دبلیوپی‌بی-۱۳۲۳) (به انگلیسی: USCGC Drummond (WPB-1323)) یک کشتی بود که طول آن ۱۱۰ فوت (۳۴ متر) بود. این کشتی در سال ۱۹۸۸ ساخته شد.